# Alessandro Cittadini
Alessandro Cittadini (Perugia, Italia, 2 de enero de 1979) es un jugador italiano de baloncesto. Con 2.07 de estatura, juega en la posición de pívot. 

## Equipos
- 1997-1999 Fortitudo Bologna
- 1999-2000 Pallacanestro Reggiana
- 2000-2001 Basket Livorno
- 2001-2002 Pallacanestro Reggiana
- 2002-2004 Viola Reggio Calabria
- 2003-2004 Basket Napoli
- 2004-2005 Teramo Basket
- 2005-2007 Basket Napoli
- 2006-2007 Sebastiani Rieti
- 2007-2010 Fortitudo Bologna
- 2010-2011 Dinamo Sassari
- 2011-2012 Pallacanestro Sant'Antimo
- 2012-2013 Basket Barcellona
- 2013-2014 Veroli Basket
- 2014-2016 Basket Brescia Leonessa
- 2016- Pallacanestro Trieste

## Palmarés clubes
- Copa: 1

Basket Napoli: 2006